# Rinca

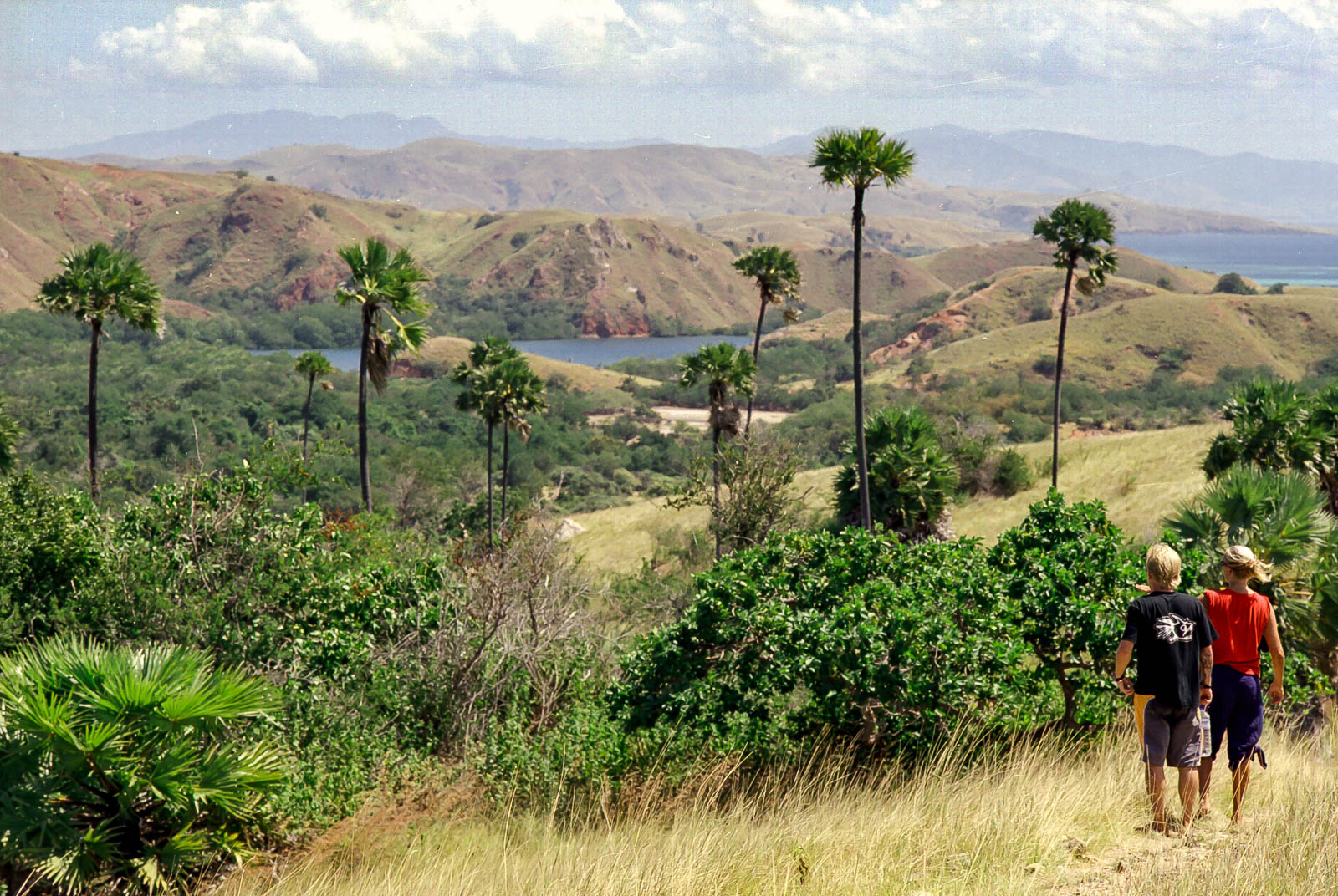
Đảo Rinca.

Rinca hay Rincah là một đảo nhỏ nằm gần đảo Pudar cùng đảo Komodo ở phía tây, đảo Flores ở phía đông cùng một loạt các đảo nhỏ khác ở phía bắc như Papagarang Besar, Tengah Besar, Mengyatan, Siabar Besar v.v. Về mặt hành chính đảo này thuộc tỉnh Đông Nusa Tenggara, Indonesia. Đảo này đáng chú ý vì cũng là một trong các nơi có rồng Komodo (Varanus komodoensis), một loài bò sát khổng lồ, có thể dài tới 3 m (10 ft) sinh sống. Rinca cũng có nhiều loài động vật hoang dã khác như lợn rừng, trâu và nhiều loài chim.
Do ít được biết đến hơn cũng như ít có du khách tới đây so với đảo Komodo nên nó là nơi tuyệt vời để xem rồng Komodo trong môi trường tự nhiên của chúng do ở đây có ít người quấy rầy chúng hơn so với trên đảo Komodo. Hành trình trong ngày có thể được thu xếp từ Labuanbajo trên đảo Flores bằng các thuyền nhỏ.
Đảo này có diện tích khoảng 198 km².